# ノテチ川
ノテチ川（Noteć [ˈnɔtɛtɕ]、ドイツ語：Netze、ラテン語：Natissis）は、ポーランド中部を東西に流れる河川である。長さはポーランド7位の388kmで、流域面積は17,330平方kmにおよぶ。ヴァルタ川の最大の支流（左支流）で、オーデル川を経てバルト海に注ぐ。ドイツ語ではネッツェ川と称される。
クヤヴィ・ポモージェ県最南部の丘陵地帯に発する。ヴィスワ川沿いの大都市ヴウォツワヴェクの南、ヴァルタ川沿いの小都市コウォの北にあたる。クヤヴィ・ポモージェ県の西部をヴィスワ川に平行に北へ流れ、ナクウォ・ナード・ノテチョン付近で西へ向きを変え、ヴィエルコポルスカ県とルブシュ県の低地帯を流れ、ゴジュフ・ヴィエルコポルスキ市の西でヴァルタ川に注ぐ。途中、北のポメラニア（ポモージェ）南部の丘陵地帯からドラヴァ川（Drawa）などが合流する。
主な街は、Izbica Kujawska、Kruszwica、Pakość、Barcin、Labiszyn、ナクウォ・ナード・ノテチョン（Nakło nad Notecią）、Ujście、チャルンクフ（Czarnków）、ヴィエレニ（Wieleń）、クシシュ・ヴィエルコポルスキ（Krzyż Wielkopolski）、ドレゼンコ（Drezdenko）など。
ナクウォ・ナード・ノテチョンからヴィスワ川下流の大都市ブィドゴシュチュ（ビドゴシュチ）の間は、1772年から1774年にかけて建設されたブィドゴシュチュ運河で結ばれており、オーデル川・ヴァルタ川水系とヴィスワ川水系とを結ぶポーランドの内陸水運の重要な路線になっている。

## 歴史
ノテチ川は、最終氷期に氷床の縁に沿って東西方向に流れた大きな川の跡である渓谷地帯・ウーアシュトロームタール（Urstromtal）を流れる。氷床の大きさが異なった時期に形成されたウーアシュトロームタールは、ドイツ北部からポーランドにかけての広い範囲に東西方向に3本走っているが、ノテチ川はポーランドのトルンからドイツ北東部のエバースヴァルデにかけて形成されたトルニ＝エバースヴァルダー＝ウアシュトロームタールに沿って流れる。特に、ドラヴァ川との合流点から下流、ルブシュ県の北東部では氷河により形成された地形が顕著である。
下流地域はブランデンブルク選帝侯領に属したが18世紀以前はほとんど無人に近いさびしい地域であり、この周辺でノテチ川（ネッツェ川）を渡る城郭都市はドリーゼン（Driesen、現在のドレゼンコ）とツァントフ（Zantoch、現在のSantok）くらいしかなかった。中流域以上では、中世にはポーランド王国の北の守りとなる城塞がネッツェ川流域に多く造られたため、後にドイツ人が建てたポメラニア公国の国境はネッツェ川よりも北にあった。中世にはドイツ人の東方植民がすすんだが、沼沢地であるネッツェ川沿いにはわずかな入植者しか住まなかった。
ブランデンブルク選帝侯ヨアヒム・フリードリヒは1603年にドリーゼンに要塞を築き、ポーランドとの国境に近いネッツェ川下流部の入植を開始したが、湿地の排水が進まず、1728年までに作られた村はほんの少しで、イノシシの方が人間より多い状態であった。プロイセン王国国王フリードリヒ・ヴィルヘルム1世は領内の沼沢地の干拓やユグノー移民誘致を進めたが、ネッツェ川沿いの開発も進めようとした。1736年のヴァルタ川（ヴァルテ川）洪水の後に湿地帯の干拓事業が本格化した。1763年まで続いた七年戦争で干拓は中断したが、1769年には干拓が完了した。
1772年の第1次ポーランド分割でネッツェ川中流域（ネッツェ、Netzedistrikt）はプロイセン王国の領土となった。ポーランドに残ったポズナン（ポーゼン）などヴァルテ川流域も、1793年の第2次分割ではプロイセン領となり、この際にネッツェ地区は西プロイセンと新設の南プロイセンに分割された。ナポレオン・ボナパルトに対する敗北でプロイセンはネッツェ川流域を失いワルシャワ公国の領土となったが、1815年のウィーン会議で再度プロイセン領となった。
この周辺への移民の多くは、ポーランド出身のドイツ人であった。19世紀には洪水を防ぐためさらに多くの堤防やダムが築かれたが、毎年のように洪水は起こった。第一次世界大戦から第二次世界大戦までの間、ネッツェ川下流はプロイセン州のブランデンブルク州に、中流の一部はネッツェ川から北へ若干離れたシュナイデミュール（現在のピワ）を州都とするポーゼン＝西プロイセン州になり、上流はポーランド領となった。世界恐慌の時期にはドイツ政府は失業者を雇い堤防やポンプ施設を造らせる事業も行った。1945年以後は流域全域からドイツ人は追放され、ポーランド人が主な住民となった。